# 洪詩
洪詩（Hongshi、1988年1月7日 - ）は、台湾の歌手、タレント。アイドルグループPopu Ladyのメンバー。

## プロフィール
- 台北市の出身。身長165cm/体重48kg。血液型はA型。
- 1歳下の弟がいる。
- 人気番組『我愛黒渋会』にの第一期メンバーであった。番組内での人気は高かったものの、後に同番組の出演者によって結成された黒Girlのメンバーにはならなかった。
- 2010年に傳奇星娛樂と契約し、タレントとして正式にデビューする。
- 2012年には現在の所属事務所である華研国際音楽と契約し、Popu Ladyを結成する。
- 『我愛黒渋会』での共演者である勇兔とは現在でも仲がよく、頻繁に互いのSNSに登場している。
- Popu Ladyメンバー内では最年長でメンバーで揉め事が起こった際には場を収める役回りになることが多い。
- メンバー内では寶兒と並んで台湾語が得意である。
- また、ダンスを習っていたこともあり、寶兒と同じくダンスが得意である。
- 「Boogie」という名前の犬を飼っている。
- 好きな食べ物はパスタ。
- 料理が得意。

## 来歴
- 2021年7月15日、本人が出資し台北市に鹽酥雞の店「原火乍初」を開店[2]。
- 2022年11月1日、俳優の李運慶（ジャック・リー）の誕生日にプロポーズされたことを双方のSNSで発表[3]。
- 2023年3月3日、俳優の李運慶（ジャック・リー）との結婚をvlogで発表[4]。

## メディア出演

### ドラマ
| 時期   | 番組名                       | 配役   |
| ------ | ---------------------------- | ------ |
| 2007年 | 我要變成硬柿子               | 李宜靜 |
| 2014年 | 勇気を出してアイ・ラブ・ユー | 王曉薇 |
| 2016年 | 浮士德的微笑                 | 唐倩妮 |
| 2019年 | 月村歡迎你                   | 卓子玫 |

### 映画
| 時期   | 作品名     | 配役 |
| ------ | ---------- | ---- |
| 2007年 | 奇妙的旅程 |      |
| 2007年 | 花癡男     |      |
| 2011年 | 拳舞       |      |